# Eoneureclipsis akrichalakchmi
Eoneureclipsis akrichalakchmi är en nattsländeart som beskrevs av Schmid 1972. Eoneureclipsis akrichalakchmi ingår i släktet Eoneureclipsis och familjen fångstnätnattsländor. Inga underarter finns listade i Catalogue of Life.